# Microsoft Reserved Partition
Microsoft Reserved Partition (MSR) — це розділ пристрою зберігання даних, який використовує макет таблиці розділів GUID (GPT). Операційна система Windows використовує цей розділ для цілей сумісності. У MSR не зберігаються жодні значущі дані. Коли виникають потреби сумісності, Windows скорочує цей розділ, щоб зробити місце для інших розділів спеціального призначення, які можуть містити дані. Мітка GPT для цього типу розділу — E3C9E316-0B5C-4DB8-817D-F92DF00215AE.

## Мета
Раніше на дисках, відформатованих з використанням макета розділів головного завантажувального запису (MBR), деякі програмні компоненти використовували приховані сектори диска для зберігання даних. Наприклад, диспетчер логічних дисків (LDM), на динамічних дисках, зберігає метадані в області розміром 1 МБ в кінці диска, яка не виділена жодному розділу диска. 
Специфікація UEFI не дозволяє приховані сектори на дисках, відформатованих у форматі GPT. Microsoft резервує частину дискового простору, використовуючи цей тип розділу MSR, щоб забезпечити альтернативний простір для зберігання даних для програмних компонентів, які раніше могли використовувати приховані сектори на дисках, відформатованих у форматі MBR. Невеликі розділи спеціального призначення можуть бути виділені з частини простору, зарезервованого в розділі MSR.

## Специфікації
MSR має розташовуватися після системного розділу EFI (ESP) та будь-яких службових розділів OEM, але він має бути розташований перед розділом Windows. Microsoft очікує, що MSR буде присутній на кожному GPT-диску, і рекомендує створювати його під час початкового розбиття диска на розділи.
Мітка GPT для цього типу розділу — E3C9E316-0B5C-4DB8-817D-F92DF00215AE.
Рекомендований Microsoft розмір MSR (який програма інсталяції Windows використовує за замовчуванням) відрізняється для кожної версії Windows:
| Версія Windows   | Розмір MSR |
| ---------------- | ---------- |
| Windows 7        | 128 МБ     |
| Windows 8 та 8.1 | 128 МБ     |
| Windows 10 та 11 | 16 МБ      |